# Il professor Layton e il futuro perduto
Il professor Layton e il futuro perduto (レイトン教授と最後の時間旅行?, Reiton-kyōju to saigo no jikan ryokō) è l'ultimo gioco della prima trilogia della serie Professor Layton. Il gioco è uscito in Giappone il 27 novembre 2008, in Nord America il 12 settembre 2010 e in Europa il 22 ottobre 2010. Il gioco segue in ordine sia temporale che cronologico Il professor Layton e lo scrigno di Pandora. Il 13 luglio 2020 viene pubblicata in tutto il mondo una versione HD per Android e iOS.

## Trama
Il professor Hershel Layton e il suo apprendista Luke Triton assistono ad un esperimento scientifico del dottor Alain Stahngun, che dice di aver creato una macchina capace di far viaggiare nel tempo. Prima dell'esperimento chiama il primo ministro, Bill Hawks, e lo fa entrare nella macchina per testarla. Durante la prova quest'ultima esplode e il ministro e lo scienziato scompaiono. Layton e Luke, subito dopo l'esplosione, ricevono una lettera dal Luke del futuro, la cui data di invio risale a 10 anni nel futuro, che li invita ad andare da un negozio di orologi nel centro di Londra, gestito da Crystal e Quartz. Appena arrivati, il proprietario del negozio attiva un gigantesco orologio. Quando Layton e Luke escono dall'orologeria, si accorgono che la città è molto diversa, infatti è la Londra di dieci anni nel futuro.
I due ricevono un'altra lettera dal Luke del futuro, che li invita a far visita al dottor Schrader, insegnante di Layton. Egli è ricoverato in ospedale e consegna al suo ex allievo le chiavi della sua auto. Dentro la vettura si trova un'altra lettera dal Luke del futuro, che invita il professore a incontrarlo al casinò "Seven Hearts". Sulla strada verso il casinò, Layton e Luke incontrano diversi tipi loschi vestito in nero e molte persone che sembrano avere paura del professore. Arrivati al casinò i due incontrano il Luke del futuro, il quale rivela loro che i tipi loschi che si aggirano per le strade sono i membri di un clan della malavita noto come "La famiglia" al cui comando vi è lo stesso professor Layton, che governa Londra con il pugno di ferro. Luke spiega che in questo futuro il professore è diventato ossessionato dall'idea del viaggio del tempo e si alleato con il dottor Sthangun, il quale è ancora vivo, affinché completi la sua macchina del tempo. Mentre i tre stanno uscendo dal casinò, vengono accerchiati da alcuni sgherri della Famiglia e per poco non vengono uccisi.
I tre si recano quindi a un ristorante dove incontrano Shipley, il postino incaricato a consegnare le lettere e alleato di Luke; egli spiega che il Layton del futuro ha il suo quartier generale nella Grande Pagoda situata nel quartiere di Chinatown. Lungo la strada Layton vede una donna identica alla sua ex-fidanzata Claire Folley, morta molti anni prima in un incidente in un laboratorio e si domanda com'è possibile che sia ancora viva dopo l'esplosione nel laboratorio. Luke giovane e Layton allora decidono di tornare nella loro epoca tramite l'orologio per andare al commissariato di polizia ad incontrare l'ispettore Chelmey e il suo assistente Barton e trovare informazioni sulla misteriosa esplosione avvenuta 10 anni prima, in cui sono morte 10 persone tra cui Claire, ma che è stata completamente ignorata dal governo e dai media. I due appena giunti nel loro tempo vanno all'università dove insegna Layton, la Gressenheller University, e trovano Flora, arrabbiata perché i due se ne sono andati senza avvisarla. La rassicurano e le dicono che non potrà venire nell'avventura che stanno vivendo, perché può essere pericolosa. In seguito vanno al commissariato di Scotland Yard e, parlando con l'ispettore Chelmey, Layton alla fine riesce a trovare dei documenti importanti, ma preferisce non dire cosa contengono a Luke. 
I due tornano dall'orologiaio e gli fanno accendere la macchina del tempo. Durante l'accensione piombano all'interno del negozio Chelmey, Barton e Flora, quindi tutti vengono trasportati nel futuro. Più avanti Layton, Flora e i due Luke riescono a penetrare a Chinatown e poi nella Grande Pagoda. Qui scoprono che in realtà non è il Layton del futuro a comandare la Famiglia, bensì Dimitri Allen, vero nome del dottor Alain Stahngun, che sotto le spoglie del professore ha preso il comando di Londra e rapito il primo ministro, raccontando che, volendo completare la macchina del tempo, ha attirato Layton alla sua base, perché pensava che i suoi ricordi fossero fondamentali per completarla. Questo è dovuto al fatto che, essendo anche lui innamorato di Claire, voleva salvarla a tutti i costi. I quattro vengono successivamente intrappolati da Dimitri, ma di colpo si scopre che in realtà Layton è Don Pablo travestito; sbuca così di colpo il vero professore che libera tutti.
Dimitri fugge con il ministro mentre Layton e gli altri scappano attraverso un passaggio segreto. Una volta fuori il professore spiega a Luke che Don Pablo ha impersonato Schrader e il rettore universitario. Inoltre Layton e il suo rivale hanno stretto una tregua momentanea e Don Pablo in realtà è Paul, un suo vecchio compagno di università, il quale aveva iniziato a covare rancore nei suoi confronti dato che anche lui era invaghito di Claire, che però aveva scelto di mettersi con Hershel. Il gruppo raggiunge l'hotel, mentre il Luke del futuro si è allontanato, cosa che fa anche Don Pablo. La proprietaria dell'hotel, Margaret, afferma che un tempo esisteva un tunnel sotto il Tamigi ma la famiglia lo ha chiuso; tuttavia Margaret consiglia al professore di recarsi al mercato nero e rivolgersi a Webb che conosce un modo per accedere al tunnel.
Grazie alla collaborazione di Webb, Layton, Luke e Flora riescono ad entrare nel tunnel fognario sotto il Tamigi e vengono raggiunti da Don Pablo. In fondo al tunnel il gruppo trova il laboratorio di Dimitri, ma vengono raggiunti dalla famiglia; per fortuna Layton e gli altri riescono a fuggire con l'aiuto di Celeste, la sorella minore di Claire. Per seminare gli inseguitori, Celeste si separa dal gruppo insieme a Don Pablo, e dà al professore appuntamento a un locale chiamato Thames Arms. Il gruppo si reca quindi al luogo convenuto, dove si ricongiunge con Chelmey, Barton e il Luke del futuro. Ora che tutti sono insieme nello stesso posto Layton spiega che quella in cui si trovano non è la Londra del futuro ma solo una replica, costruita sotto la vera capitale britannica; il tutto per far credere agli scienziati di essere veramente nel futuro e motivarli a completare la macchina del tempo. Layton procede poi spiegando che l'orologeria contiene in realtà un grande ascensore che conduce proprio nella Londra sotterranea e subito dopo smaschera il barista del Thames Arms, che altri non era che Dimitri.
Layton costringe Allen a confessare: Dimitri spiega che nel suo esperimento della macchina del tempo era aiutato da Bill Hawks, anche lui scienziato, e da Claire all'epoca giovane tirocinante. Bill convinse Claire a testare la macchina il giorno dell'incidente, ignorando le proteste di Dimitri, che sapeva che la macchina non era pronta e che temeva per l'incolumità di Claire di cui anche lui era innamorato. Layton comprende quindi che il desiderio ultimo di Dimitri era quello di salvare la vita di Claire, ma gli rivela di essere stato usato per tutto questo tempo. La vera mente dietro a questo piano era il Luke del futuro, che in realtà è un ragazzo di nome Clive. I suoi genitori morirono nell'incidente, pertanto Clive vuole vendicarsi su Hawks e Allen, poiché responsabili dell'accaduto, e ha organizzato la messinscena della Londra del futuro con i soldi ereditati dalla sua defunta madre adottiva, Constance Dove. Con la sua identità compromessa, Clive rapisce Flora e fugge in una gigantesca fortezza che si trovava nascosta sotto il Tamigi; con essa intende emergere nella vera Londra e distruggerla come ultimo passo del suo piano di vendetta.
Layton, Luke e tutti gli altri, grazie alla Laytonmobile (modificata da Don Pablo), riescono a raggiungere la fortezza, a salvare Flora e a togliere l'elettricità, facendo fallire il piano malefico di Clive, che viene arrestato. Inoltre Celeste è in realtà la stessa Claire. Durante l'incidente con la macchina del tempo 10 anni prima, la macchina aveva funzionato pochi istanti poco prima dell'esplosione, e l'aveva spedita 10 anni più avanti, ovvero nel "finto" tempo in cui si trovano ora. Purtroppo le molecole del suo corpo cercano di tornare indietro al loro tempo, al momento dell'esplosione. Claire ritorna indietro nel tempo e muore nell'esplosione. Luke e Layton ora si devono dire addio "per sempre" poiché il ragazzo si deve trasferire con il padre in un'altra città. Tre anni più tardi, il professore riceve una lettera di Luke contenente una domanda su degli strani avvenimenti. Layton sorride perché sa che c'è un nuovo mistero da risolvere.

## Personaggi principali
- Professor Hershel Layton: Archeologo stimato, noto e abilissimo nella risoluzione di casi e misteri che gli vengono posti. Uomo dallo stile inappuntabile e di calma serafica affronta i problemi con una prontezza di spirito e lucidità fuori dal comune. Caratteristica identificante è il suo cilindro, calzato in ogni occasione. La sua frase tipica è: “Ogni enigma ha una soluzione”.
- Luke Triton: L'apprendista di Layton ed è in grado di risolvere gli enigmi che manderebbero in difficoltà qualsiasi adulto. È intenzionato a ripercorrere i passi di Layton. Con gli animali ha un rapporto particolare, che è stato la salvezza di più di un'indagine. Ha un appetito leggendario.
- Luke del futuro: Luke dieci anni nel futuro, accompagnerà per la durata del viaggio Layton e Luke. Alla fine si scoprirà che si tratta in realtà di Clive Dove sotto mentite spoglie.
- Don Pablo: Don Pablo è la nemesi di Layton, ma tuttavia nel gioco si rivelerà essere un buon amico e alleato del professore, anche se in continuo disaccordo con Luke.
- Ispettore Chelmey: Ispettore di Scotland Yard, anche se un po' burbero aiuterà il professore nella ricerca del Primo Ministro.
- Alain Stahngun: È il creatore della prima macchina del tempo, secondo il volere del primo ministro Bill Hawks. Si rivelerà essere Dimitri Allen, uno scienziato che lavorava nello stesso centro di ricerca di Claire.
- Flora Reinhold: Una ragazza cresciuta nel mistero (vedi paese dei misteri). Layton non vuole metterla in pericolo, anche se sarà difficile. Ama cucinare anche se i suoi piatti non sono poi così buoni.
- Connestabile Barton: È l'assistente dell'ispettore Chelmey e lo segue sempre.
- Bill Hawks: Il primo ministro d'Inghilterra è la prima persona ad usare la macchina del tempo sviluppata dal dr. Stahngun. La macchina esplode e sia quest'ultimo sia il primo ministro scompaiono.
- Crystal e Quartz: Marito e moglie, sono proprietari di un negozio di orologi. Dal loro negozio Luke e Layton vengono catapultati nella Londra futura.

## Accoglienza
Il gioco è uscito in Giappone, il 27 novembre 2008, ed è stato il quindicesimo gioco più venduto in quell'anno. È stata confermata un'uscita anche per l'Europa, e durante la sua presentazione all'E3 2010, è stata ufficializzata la data d'uscita europea per il 22 ottobre 2010, insieme a tale data è stato reso pubblico anche il trailer.